# Faldsled
Faldsled (tidl. benævnt Falsled) er en lille havneby på Fyn med 496 indbyggere  (2024). Havnebyen er beliggende i Svanninge Sogn ved Helnæs Bugt to kilometer vest for Millinge, ni kilometer nordvest for Faaborg og 35 kilometer sydvest for Odense. Faldsled tilhører Faaborg-Midtfyn Kommune og er beliggende i Region Syddanmark.
Byen er først og fremmest kendt for den eksklusive Falsled Kro der ligger i byen og for sin havn. Falsled udgør et af de vestlige udgangspunktet for den mere end 200 km lange vandrerute Øhavsstien.

## Historie
Faldsled blev nyanlagt mellem 1472 (ældste omtale: Faldslett) og 1494. I 1494 bestod landsbyen af 7 små gårde, der alle ydede smør i stedet for korn i landgilde. Med tiden blev korn som landgilde dog indført . I 1682 bestod Faldsled af 9 gårde og 5 huse med jord, i alt 236,4 tdr. land dyrket jord skyldsat til 50,85 tdr. htk . Dyrkningsformen var trevangsbrug. Landsbyen blev udskiftet i 1783 .
Faldsled spillede i 1800-tallet en vis rolle som udskibningshavn for korn. Antallet af hjemmehørende skibe var:
| År   | Antal skibe | kmcl |
| ---- | ----------- | ---- |
| 1807 | 3           | 10   |
| 1826 | 7           | 96   |
| 1866 | 9           | 244½ |
| 1889 | 5           | 210¼ |
| 1911 | 2           | 25½  |

I 1854 udførtes fra Faldsled og Strandhusene tilsammen 22.021 tdr. korn svarende til en femtedel af den samlede kornudførsel fra Fåborg tolddistrikt. Det var især købmanden i Faldsled, Hans Hansen, der drev udskibningen herfra. 
Faldsled kirke blev opført 1931-32, indviet 17. april 1932. Arkitekt Th. Nygaard. 
Omkring 1950 havde Faldsled kirke, skole, forskole, alderdomshjem, kro, andelsfryseri, 2 vandværker, 2 snedkerier, posthus og bådehavn .